# Hofbräu München
Hãng bia Staatliches Hofbräuhaus in München (hay: Hofbräu München) là một doanh nghiệp của bang Bayern trụ sở ở München-Riem (Hofbräuallee 1). Hãng này cũng là chủ nhân của các quán ăn như Hofbräuhaus am Platzl, Hofbräukeller và lều bia Hofbräu ở Oktoberfest, mà đều cho mướn.

## Lịch sử
Hãng bia đã có từ 1589 và ban đầu chế bia tại Hofbräuhaus am Platzl; Wilhelm V, công tước của Bayern, đã lập ra hãng bia riêng cho mình, bởi vì thành phố München đã phải chi phí rất nhiều tiền để mua bia, và nhiều khi phải chuyên chở cả từ Einbeck. Từ liên hệ vua chúa này cho nên cho tới ngày nay vẫn được dùng chữ Hof trong tên hãng, cũng như quán ăn. Vào năm 1852 vua Maximilian II đã giao quyền sở hữu của hãng này cho vương quốc Bayern. Vì thiếu chỗ tại Hofbräuhaus am Platzl cho nên chỗ chế bia được chuyển vào năm 1896 về Innere Wiener Straße ở Haidhausen, chỗ cũ đã tu bổ lại làm quán ăn thôi. Hofbräukeller ở Haidhausen là tên nơi chế bia mới. Sau khi chỗ này bị cháy vào năm 1987 thì chỗ sản xuất bia lại được dời về München-Riem ở đường Hofbräuallee và sản xuất ở đó mỗi năm khoảng 300.000 hl bia.

## Sản phẩm

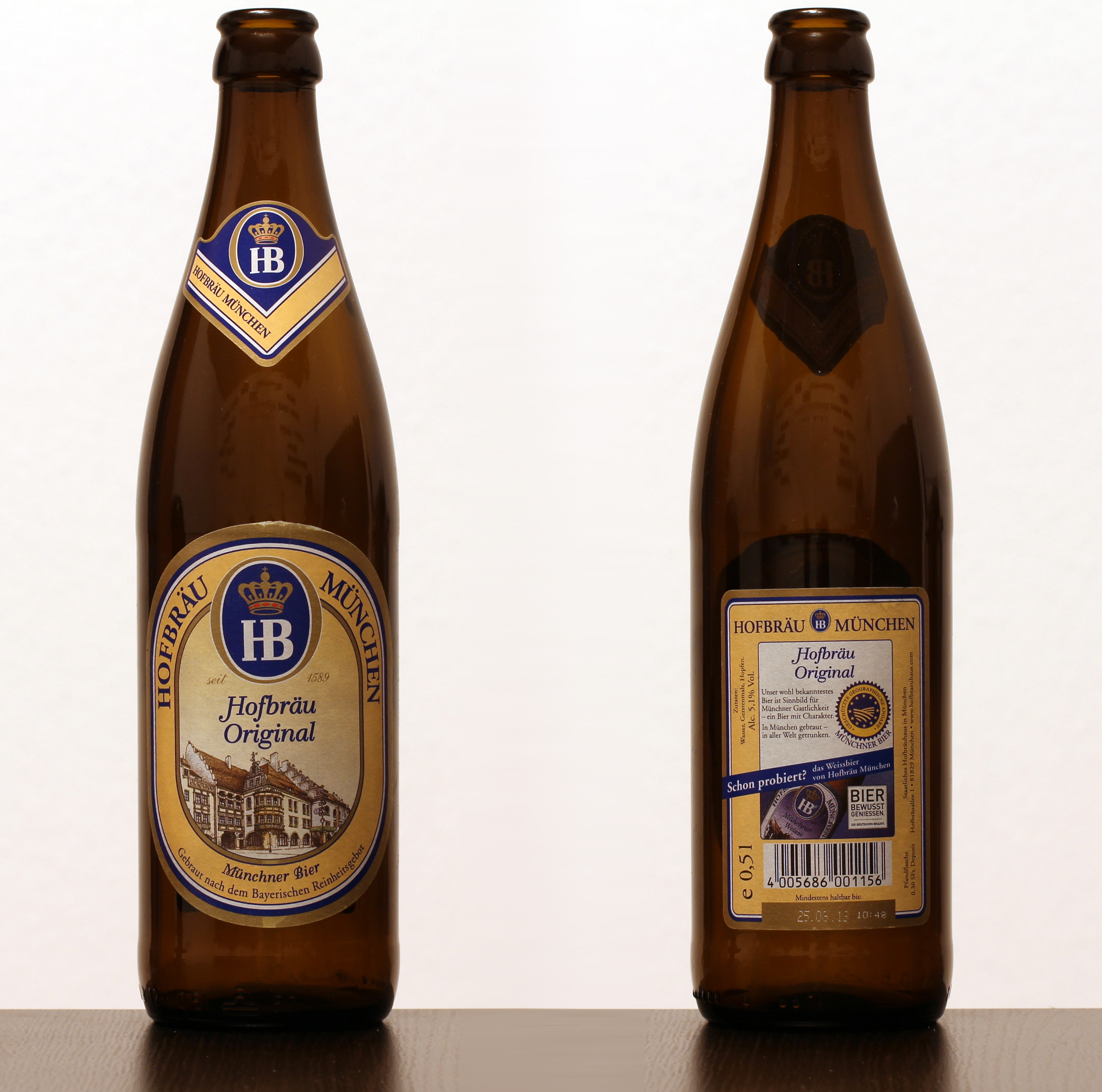
Hofbräu München bia

Hãng bia sản xuất chín loại bia và xuất cảng chúng khắp mọi nơi.

## Hình

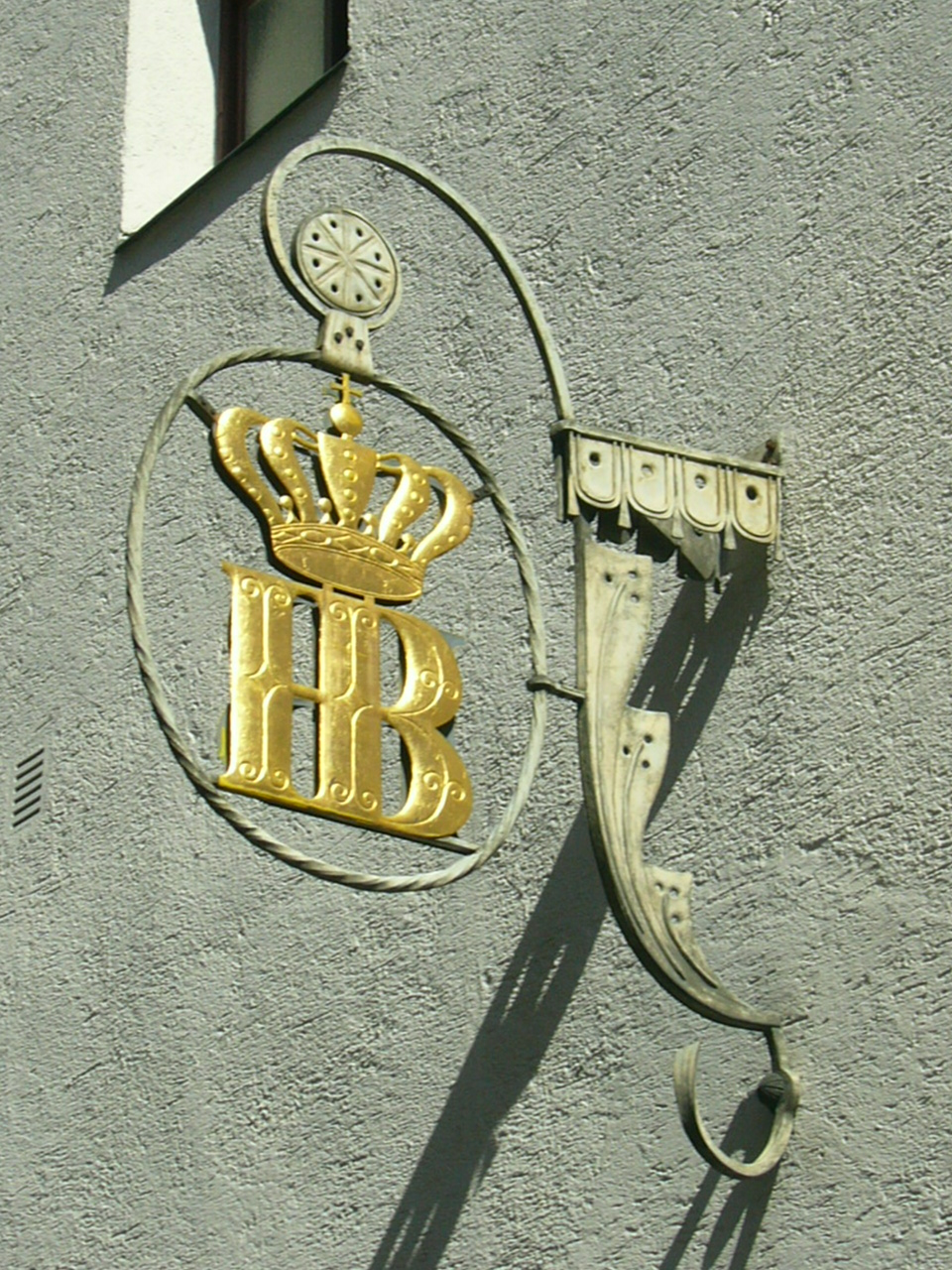
Huy hiệu tại quán Hofbräuhaus
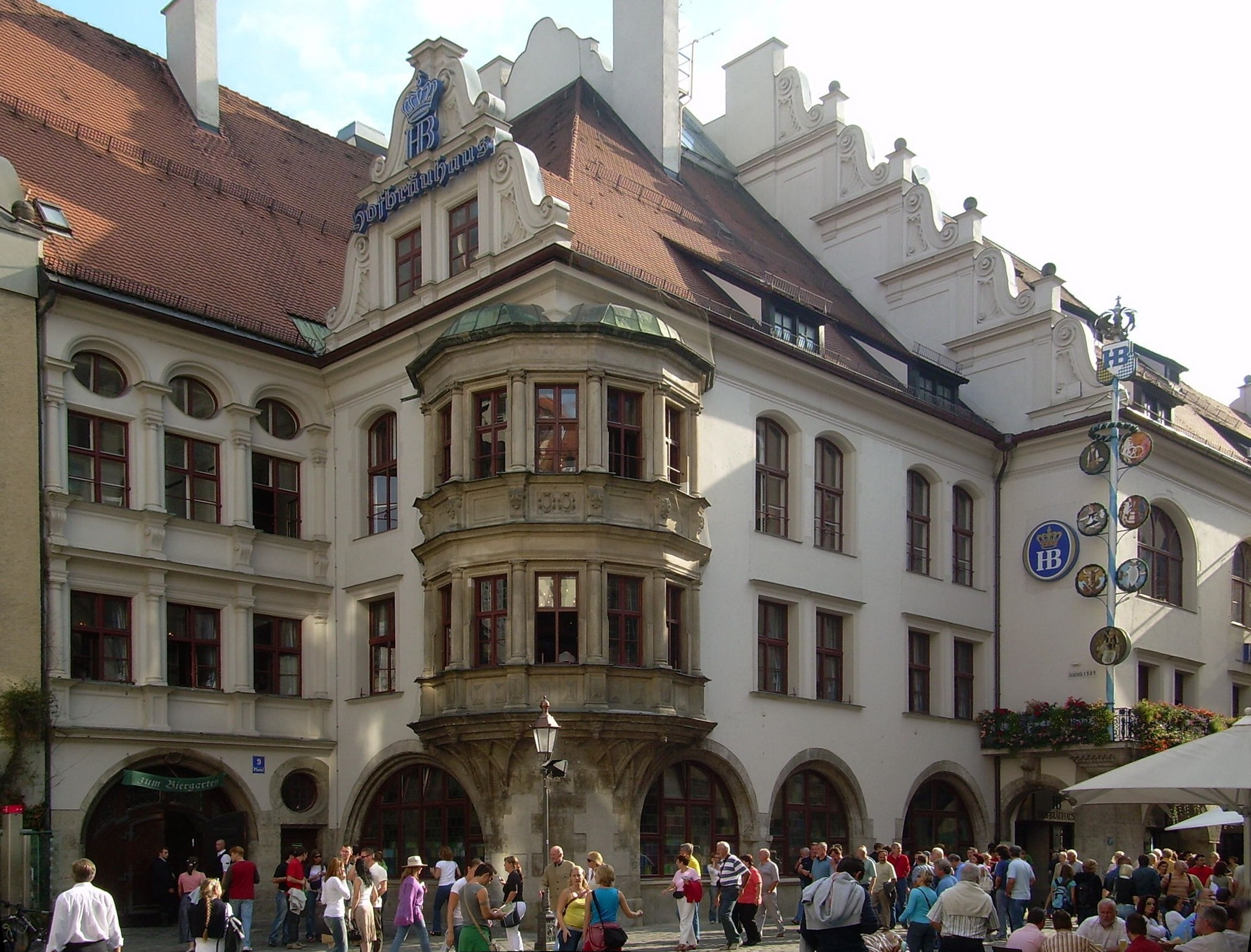
Hofbräuhaus am Platzl
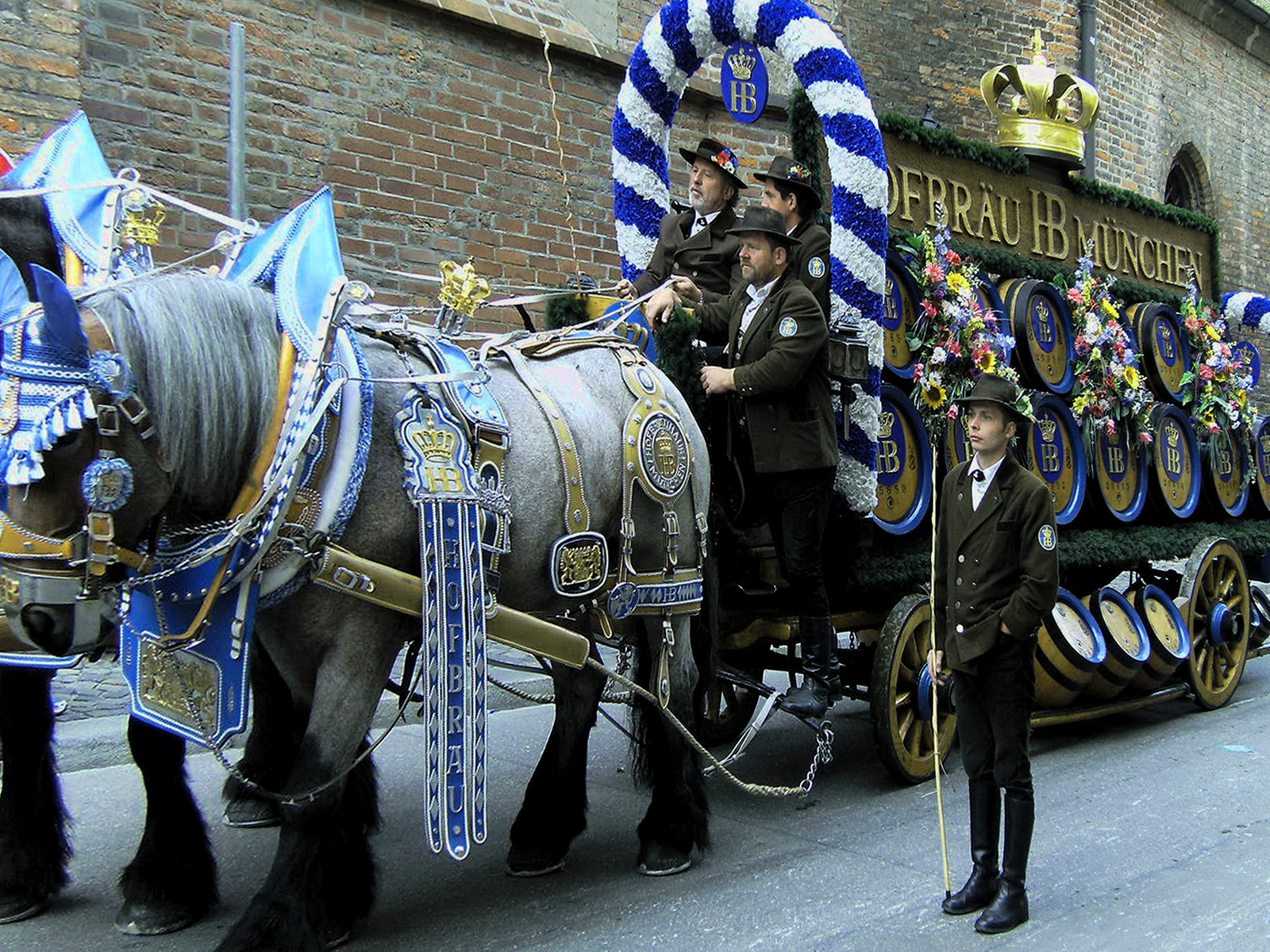
Xe ngựa chở bia tại diễn hành Oktoberfest 2008